# Lineus copus
Lineus copus är en djurart som tillhör fylumet slemmaskar, och som beskrevs av Corrêa 1958. Lineus copus ingår i släktet Lineus och familjen Lineidae. Inga underarter finns listade i Catalogue of Life.